# Gemma Bolognesi
Gemma Bolognesi (* 4. November 1894 in Cesenatico; † 26. März 1983 ebenda) war eine italienische Schauspielerin.

## Leben
Bolognesi begann früh mit der Schauspielerei und debütierte beim Ensemble des „Teatro Manzoni“ in Mailand unter Marco Praga. 1919 wurde sie erste Darstellerin neben Aristide Baghetti und führte im Jahr darauf mit Ettore Berti ein eigenes Ensemble. Weitere Stationen ihrer Bühnenkarriere waren Enzo Biliotti (1921) und von 1922 bis 1926 das „Teatro del Popolo“ (als erste Schauspielerin ab 1924), erneut in Mailand. Die darauffolgende Spielzeit sah sie in der Theatergesellschaft um Luigi Zoncada und später, 1932, neben Carlo Tamberlani.
Beim Film  hatte Bolognesi sehr früh – 1916 – in Cura di baci von Emilio Graziani-Walter debütiert, aber wenig Befriedigung dabei gefunden, sodass sie sich auf die Theaterarbeit konzentriert hatte. Erst Mitte der 1930er Jahre, als die Zeit der großen Bühnenrollen vorbei war, entwickelte sie sich zu einer gefragten Charakterdarstellerin kultivierter Damen, die mit ihrer blonden, üppigen Erscheinung auch zweitrangigen Rollen den Flair der „italienischen Mae West“ verlieh. Nach dem Krieg setzte sie diese Filmkarriere bis 1957 fort und zog sich dann in ihren Geburtsort zurück.
In den 1930er Jahren war Bolognesi auch häufig für den EIAR, den italienischen Radiodienst, tätig.

## Filmografie (Auswahl)
- 1916: Cura di baci
- 1935: Campo di maggio
- 1938: Zwischen Leben und Tod (Luciano Serra pilota)
- 1954: Orientexpress (Orient Express)
- 1957: In einem anderen Land (A Farewell to Arms)